# Città giardino
La città giardino è un modello di pianificazione urbanistica in cui i quartieri e gli isolati sono circondati da "cinture verdi", che contengono aree proporzionate di residenze, industrie e agricoltura. L'idea fu avviata nel 1898 da Ebenezer Howard nel Regno Unito e mirava inizialmente a cogliere i benefici primari di un ambiente di campagna e di un ambiente urbano, evitando gli svantaggi presenti in entrambi. Il concetto di Howard ispirò la costruzione di molte città giardino in tutto il mondo.

## Origine del nome
L'idea inglese della "garden city" originò a causa dell'aumento della popolazione nei centri urbani, che avevano creato un forte degrado alle città con conseguenti disagi e abbrutimenti durante la metà del XIX secolo. In quel periodo, il crescente sviluppo delle industrie mal si conciliava con la vita dell'uomo. Per questo due utopisti: il gallese Robert Owen (1771-1858) (inglese autodidatta), il francese Charles Fourier (1772-1837), contrapposero alla città reale una città ideale con fabbriche dove vi erano orari moderati e salari più alti e servizi in comune fra i cittadini.
L'idea fu ripresa e sviluppata da Ebenezer Howard, che ebbe, come principale obiettivo, quello di salvare la città dal congestionamento e la campagna dall'abbandono. Lo scopo era di ottenere contemporaneamente due vantaggi: gli agi e le comodità della vita urbana e gli aspetti sani e genuini della vita di campagna. La progettazione di questo nuovo tipo di città doveva quindi tener conto di tutti gli aspetti della vita umana, rispettando le esigenze primarie dell'individuo. Si pensò quindi a nuclei abitativi formati da residenze unifamiliari, attorniate dal verde, collegate tra loro, con servizi, negozi, teatro, chiesa, zone produttive e zone amministrative, in modo tale da rendere questi centri completamente autosufficienti.

## La prima città giardino
Letchworth è stata la prima città giardino d'Europa, fondata nel 1903 a circa 50 km da Londra. Questa distanza doveva garantire la creazione di una fascia verde con un duplice scopo: fornire tutto il necessario alla sopravvivenza dei cittadini e frenare di conseguenza l'espansione incontrollata della città stessa. Altre città furono poi progettate e sviluppate su questo principio, ma non sempre l'idea originaria dette i risultati sperati. In molti casi, la vicinanza con un grande centro finì per inglobare la città giardino, in altri la rese semplicemente un quartiere dormitorio o una borgata.
L'idea fu normalmente considerata abbandonata negli anni trenta, tuttavia fu di ispirazione a grandi architetti come Le Corbusier, Frank Lloyd Wright (con il progetto di Broadacre City del 1931-1935), che ne trassero principi ispiratori, e soprattutto per la successiva (1946) costruzione di new town (le eredi delle città giardino, fra cui Harlow, dislocate per lo più, ma non solo, intorno a Londra), con la collaborazione dei migliori urbanisti dell'epoca, da Raymond Unwin a Lewis Mumford.

## In Italia
Innumerevoli furono i rioni o borghi nati nel XX secolo come città giardino, e sparsi nei vari capoluoghi italiani. Probabilmente la città italiana dove il concetto di città giardino ha avuto maggior sperimentazione è Roma con diversi quartieri ispirati a tale modello: si pensi innanzitutto al quartiere denominato proprio Città giardino, sulla via Nomentana, ma anche il quartiere di Garbatella sulla via Ostiense, o ancora il rione di San Saba di fronte all'Aventino, per non citare altre aree più piccole di un vero e proprio quartiere, come la cosiddetta zona dei Villini al quartiere Pigneto, lungo la via Casilina o il quartiere Casal Palocco sulla via Cristoforo Colombo.
Nel resto del Paese troviamo città giardino ad esempio nei quartieri Mirafiori a Torino, nel Rione Adriatico di Ancona, nel quartiere Marina Centro a Rimini, nel quartiere Milanino a Cusano Milanino, nella zona Porta Santi Quaranta a Treviso, nella zona Santa Maria in Vanzo a Padova, il quartiere Isolotto a Firenze, il Quartiere Matteotti a Palermo, la Città giardino a San Rocco, frazione di Marano di Napoli, i moderni comuni di Castell'Umberto e di Acquedolci in provincia di Messina, il capoluogo molisano Campobasso, le città di Pescara ed Avezzano in Abruzzo, quest'ultima interamente ridisegnata urbanisticamente dopo il terremoto della Marsica del 1915, e altri.
Negli anni ottanta poi, il concetto generale di città giardino, inteso come ampia zona residenziale, si diffuse per la costruzione di vastissimi territori ed alloggi per specifici lavoratori dipendenti, tanto da creare, di fatto, una "città nella città", come il caso di Milano Due a Segrate, Milano 3 a Basiglio, Metanopoli a San Donato Milanese, ecc.

### Milano Marittima
Sotto il comune di Cervia, in provincia di Ravenna, fu fondata da famiglie borghesi milanesi, interessate a sviluppare una nuova zona balneare da cui deriva il nome, in accordo col comune. L'accordo siglato tra il comune di Cervia e la società milanese il 14 agosto 1912, sanciva la nascita di una delle più importanti località balneari italiane, che sin dal primo piano regolatore, sotto l'impulso del pittore milanese Giuseppe Palanti, si ispirò al modello della città giardino dell'inglese Ebenezer Howard. Milano Marittima rispetta fedelmente l'idea originaria di una città in grado di offrire paesaggi naturali di pregio. L'urbanistica delle strade, con le numerose rotonde, i larghi viali, i grandi spazi, la costante presenza dei pini, l'elegante sviluppo di villini ed hotel di prestigio, ne hanno fatto uno degli esempi più importanti di città giardino. Durante il 2012, il comune di Cervia e la pro-loco di Milano Marittima hanno organizzato una serie di eventi per celebrare il centenario dalla fondazione della località, tra cui un congresso internazionale sulle esperienze delle città giardino costruite in Europa.

### Marghera
Altro esempio di città giardino fu il piano regolatore per la costruzione di Marghera, esteso nel 1919 dall'ingegnere Pietro Emilio Emmer sulla base del modello di Ebenezer Howard. Purtroppo, dagli anni sessanta circa, la moderna cittadina fu oggetto di una selvaggia popolazione di industrie, tanto da diventare una zona fortemente inquinata.

### Villaggio Solvay
Un altro esempio italiano di città giardino si trova a Rosignano Solvay, in provincia di Livorno, realizzato negli anni venti del Novecento.

### Roma
La città giardino di Roma è in una zona del quartiere di Monte Sacro nel III Municipio. 
Quando nel 1919 cominciò a sorgere il primo nucleo abitativo tramite un'iniziativa di un comitato delle Ferrovie dello Stato, si cercò di seguire un modello inglese di edificazione che prevedeva di rendere ai cittadini una vita meno disagevole. L'edificazione fu commissionata al Consorzio Città-Giardino Aniene su progetto di Gustavo Giovannoni, ma l'ideazione del nuovo quartiere si deve a Alberto Calza Bini ed a Filippo Cremonesi.
Nella zona del III Municipio degli anni trenta-quaranta vennero così realizzate per la carenza di case le zone di Val Melaina, della Cecchina e del Tufello e tra gli anni quaranta-cinquanta fu iniziata la costruzione del Grande Raccordo Anulare; i primi edifici del Tufello furono edificati in stile città giardino con palazzine di pochi piani, immerse nel verde. Ma la grande espansione urbanistica della città creata dopo la seconda guerra mondiale vide l'edificazione di palazzine di 6-7 piani. Successivamente vennero creati i nuovi quartieri di Monte Sacro Alto, Vigne Nuove, Bufalotta, Conca d'Oro, Serpentara, Nuovo Salario, Talenti. Anche Fidene fu interessata da questo fenomeno, sebbene all'epoca la zona fosse interessata a scopo agricolo.

#### Fonti su Roma
- Giovanni Sozi, Montesacro. Antico e nuovo, Roma, 1994.
- Filippo Coarelli, Roma, Bari-Roma, Laterza, 1980.
- Filippo Coarelli, Dintorni di Roma, Bari-Roma, Laterza, 1993.
- Armando Ravaglioli, Roma anno 2750 ab urbe condita, Roma, Newton Compton, 1997.
- Stefania Quilici Gigli, Roma fuori le mura, Roma, Newton Compton, 1986.

### Torino
La Città Giardino di Torino (progetto realizzato soltanto parzialmente) è sita nel quartiere periferico di Mirafiori Nord.

### Varese
Il caratteristico appellativo di città giardino deriva dai numerosi parchi e giardini che si trovano nell'ambito del comune, in gran parte pertinenze di ville ivi edificate tra il XVIII secolo e l'inizio del XX secolo, prima da famiglie di nobili e più recentemente da industriali e rappresentanti dell'alta borghesia. 

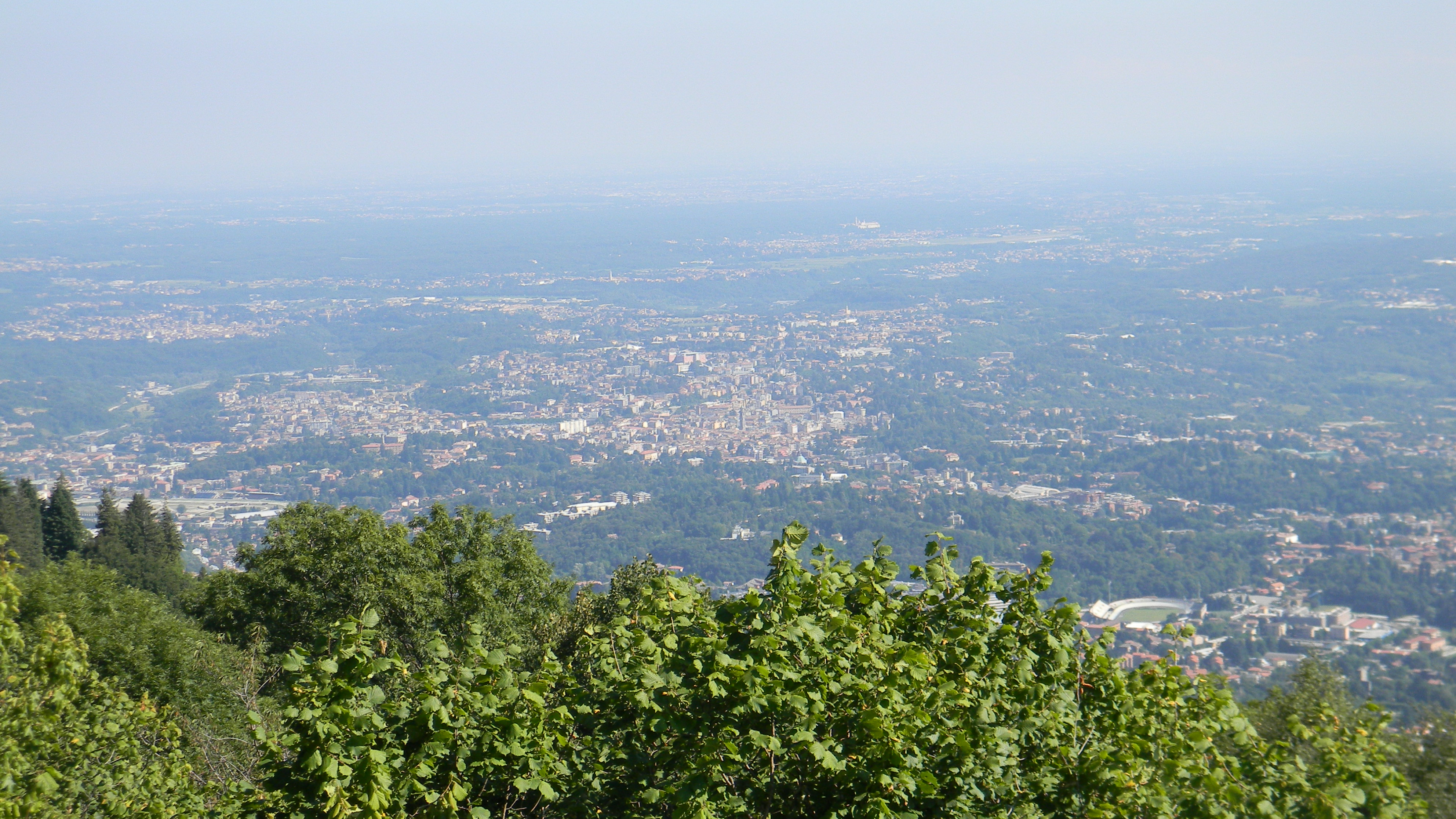
Varese, vista dal Campo dei Fiori

### Viareggio
Città Giardino è il nome dato a un quartiere di Viareggio, situato nella zona nord-ovest della città. Si caratterizza per i numerosi giardini che circondano le case del quartiere.

### Un quartiere di Marano di Napoli

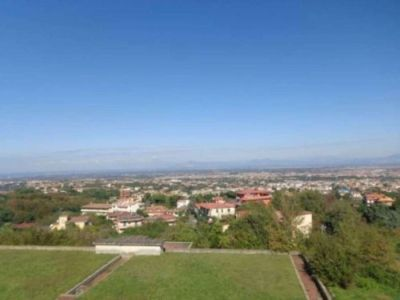
Citta Giardino (via del Mare, Marano di Napoli)

Nel comune di Marano di Napoli, sulla collina dei Camaldoli e al confine con Napoli, è posto un quartiere, oramai quasi del tutto coincidente con la frazione San Rocco, concepito come una città giardino proprio poiché ricco di aree verdi con tante ville e piscine, ma anche attività di ristorazione e alberghiere. La zona, abitata principalmente da benestanti, ha come arteria principale via del Mare.

### Una frazione di Melilli
La frazione (nonché isola amministrativa) di Melilli, nel siracusano, che si chiama proprio Città Giardino.